# Улица Коларчева (Београд)
| Коларчева улица | Коларчева улица            |
| --------------- | -------------------------- |
|                 |                            |
| Општина         | Стари град                 |
| Почетак         | Трг републике              |
| Крај            | Теразије                   |
| Дужина          | 300 m                      |
| Названа         | Илија Милосављевић Коларац |
|                 |                            |
|                 |                            |
| Коларчева улица |                            |

Коларчева улица је улица која се налази у Београду, у општини Стари град.

## Траса
Коларчева улица почиње од Трга републике, и у дужини од око 300 м пружа се праволинијски до Теразија. Постоје још две Коларчеве улица, у насељима Калуђерица и Јаково.

## Назив улице
Коларчева улица је име добила по српском трговцу и задужбинару Илији Милосављевићу Коларцу (1800-1878), чији пак надимак потиче од његовог родног села Колари, поред Смедерева.

## Значајни објекти
У Коларчевој улици се налази неколико угоститељских објеката, продајних објеката, хостела, адвокатских канцеларија, као и: 
- Хотел "Центар Но. 1", Коларчева 1 (бивша зграда "Југоекспорта")
- Културни центар Београда, Коларчева 6
- БИРН Србија - унапређење рада медија и јавне управе, Коларчева 7
- Палата Албанија, на углу Коларчеве улице и улице кнеза Михајла
- Задужбина Димитрија и Анке Наумовић, Коларчева 9

Зграда Хотела Центар Но.1 саграђена је у духу академизма, а архитектонска пластика на здању рад је вајара Кирила Павијка из Прага. На фасади хотела је десет фигура атланта, девет идентичних мушких глава са шајкачом, осам истоветних женских глава са марамом и седам полуфигура лава. Приказани мотиви симбол су снаге и херојства. Пре Другог светског рата зграда је била филијала Југословенске банке, а након одлуке суда 1947. године је конфискована и након неког времена основан је Југоекспорт. 2016. године зграда прелази у власништво ИМ Матијевић и постаје хотел са 4 звездице.
Дворана Културног центра Београда је биоскоп са најдужом традицијом континуираног активног рада у Србији. Биоскоп је основан 1963. године. У ДКЦ-у зачет је Фестивал ауторског филма, а данас је овај биоскоп домаћин и суорганизатор најзначајнијих филмских фестивала у земљи: ФЕСТ, Слободна зона, Белдоkс, ФАФ...Иницијатор је и организатор посебно конципираних манифестација и фестивала.
Палата Албанија је изграђена од 1938 - 1939. године. Добила је назив по истоименој кафани која се налазила на месту данашње палате, а била је подигнута око 1860. године. Палата има 13 надземних и четири подземна спрата, висока је 53 метра и укупне је површине од 8.000 квадратних метара. У време изградње била је највиша зграда југоисточне Европе.
Димитријe и Анкa Наумовић саградили су зграду у Коларчевој улици бр. 9. Димитрије је тестаментом свој иметак и породични дом завештао за стварање задужбине чији је циљ био помагање остарелих занатлија и њихових породица. Одлуком Министарства просвете, 9. септембра 1930. основана је Задужбина Наумовић Димитрија, казанџије из Београда, жене му Анке и сина Васе. Престала је да постоји после Другог светског рата, тачније 1954. године.

## Занимљивости
Према причи глумца Власте Велисављевића (1926-2021), 1935. годинe велики оперски певач Фјодор Шаљапин дошао је у Београд да би у Народном позоришту певао Дон Кихота. У Београду је имао пријатељицу, грофицу, са станом у Коларчевој улици. Властин отац, настојник, који је са породицом тада становао у броју 3, откључавао је капију зграде после 21 часа. У знак захвалности, Шаљапин му је поклонио две карте за "Дон Кихота".

## Градски превоз
Коларчевом улицом пролазе линије градског превоза 24 (ДОРЋОЛ (СРЦ МИЛАН МУШКАТИРОВИЋ) - НЕИМАР), 26 (ДОРЋОЛ /ДУНАВСКА/ - БРАЋЕ ЈЕРКОВИЋ), 37 (ПАНЧЕВАЧКИ МОСТ /ЖЕЛЕЗНИЧКА СТАНИЦА/ - КНЕЖЕВАЦ), 44 (ТОПЧИДЕРСКО БРДО (СЕЊАК) - ВИЛИНЕ ВОДЕ - ДУНАВ СТАНИЦА), али у близини се налази и почетна станица Трг републике са неколико линија градског превоза.